# Steatornithidae
Steatornithidae zijn een familie van vogels uit de orde Steatornithiformes. De familie telt één geslacht en één soort.
- Geslacht Steatornis